# Cátia de França
Cátia de França, cuyo nombre de nacimiento es Catarina Maria de França Carneiro (João Pessoa, 13 de febrero de 1947), es una cantante, compositora y escritora brasileña. Su música tiene como fuente la literatura brasileña, haciendo referencias a la obra de Guimarães Rosa, José Lins do Rego, Manoel de Barros, así como a João Cabral de Melo Neto, pero que también es definida por ella como "mundialmente popular", ya que incluye referencias que van desde los "nordestinos" Luiz Gonzaga y Jackson do Pandeiro, hasta Elvis Presley, los Beatles y del Clube da Esquina.
En 2023, fue una de las diez personalidades del panorama artístico brasileño, homenajeadas con el Premio Milú Villela - Itaú Cultural 35 Años.

## Biografía
Nacida en João Pessoa, Paraíba, describe su ambiente familiar como pobre, pero ilustrado ("no había mantequilla, pero había libros", como ella misma afirma). Hija única de Adélia de França, la primera maestra negra del estado de Paraíba, su madre le enseñó a leer y escribir a través de canciones; empezó a estudiar piano desde los 4 años; de los 12 a los 15 años aprendió piano clásico en la Escuela de Música Antenor Navarro, tiempo durante el cual actuó en el Teatro Santa Rosa, en João Pessoa. A los 16 años se trasladó a Belém de Maria, en el interior de Pernambuco, para estudiar magisterio en un internado; allí permaneció de 1962 a 1966, y fue donde recibió clases particulares de guitarra. Fue allí también donde aprendió a tocar la flauta, el acordeón y la percusión, y se embarcó definitivamente en la música popular brasileña. Durante sus años de residencia en Pernambuco, hizo teatro, dio clases de música y tocó en clubes nocturnos.
En la década de 1960, la cantante participó en festivales de música popular, habiendo ganado un concurso en 1967. En esta época también viajó a Portugal y España con un grupo folklórico de la Fundación Artístico-Cultural Manuel Bandeira, en el que participó (grupo del que también formaba parte Elba Ramalho). De regreso a Brasil, a principios de los años 1970 se trasladó a Río de Janeiro, donde integró bandas de otros músicos del noreste, como Zé Ramalho, Elba Ramalho, Amelinha y Sivuca. Posteriormente, fue compañera de escenario de Jackson do Pandeiro durante la primera versión del Projeto Pixinguinha, en 1980.
En 1990 volvió a vivir en Paraíba, incorporándose a la ONG y Proyecto Malagueta, que promueve el patrimonio cultural del estado. En 2005, se instaló en Lumiar, distrito de Nova Friburgo, Río de Janeiro, donde en 2017 abrió el restaurante Empório do Mimo, en colaboración con la chef Lilian Hedin. En febrero de 2018 se inauguró el Centro Cultural Cátia de França, en São Pedro da Serra, otro distrito de Nova Friburgo. Como el espacio resultó demasiado pequeño para la demanda, se cerró poco después, realizándose la reapertura ese mismo año.

## Trayectoria artística
A pesar de haber ganado cierto protagonismo en la escena musical brasileña en la década de 1970, junto con otros cantantes y compositores del Nordeste, Cátia de França nunca aceptó la injerencia de las discográficas en su trabajo, con el fin de hacerlo más comercial. Por tanto, su producción artística es consumida por un público más restringido, que no está atado a las convenciones culturales de los grandes centros urbanos brasileños.
En 1967, en sociedad con el poeta y periodista Diógenes Brayner, amigo de su madre, compuso e interpretó la canción Mariano, ganadora del "IV Festival Paraibano de MPB". En 1979 grabó su primer disco, 20 Palavras ao Redor do Sol, con apariciones de Sivuca, Lulu Santos y Bezerra da Silva, entre otros; es considerado por la propia autora como un precursor de lo que haría Chico Science, 15 años después, al mezclar la música nororiental con el rock. El icónico álbum, cuyo título está inspirado en un poema de João Cabral de Melo Neto, incorpora diversas referencias literarias y culturales, incluido el folklore gitano búlgaro, en la canción Kukukaya (Jogo da Asa da Bruxa). Una canción de la cantante fue incluida en la banda sonora de la película Cristais de Sangue, de 1975.
En sus más de 40 años de carrera, Cátia grabó tres LP: 20 Palavras ao redor do Sol (1979), Estilhaços (1980) y Feliz Demais (1986), y cuatro CD: Avatar (2003, con apariciones de Chico César y Shanghai), Cátia de França canta Pedro Osmar (2005), No Bagaço da Cana / Um Brasil Adormecido (2012) y Hóspede da Natureza (2016), en las que demuestra la fuerza creatividad de la música de Paraíba. Recientemente, grabó un octavo álbum, No Rastro de Catarina (2024), que también debería lanzarse como LP en vinilo.
Cátia también ingresó al mundo de la literatura y las artes visuales, con énfasis en los libros Zumbi em Cordel, Falando de Natureza Naturalmente y A Peleja de Lampião Contra a Fibra Ótica (literatura infantil), y Manual de Sobrevivência, un repaso por su trayectoria personal y profesional.
Con el redescubrimiento de sus composiciones por parte de las nuevas generaciones, a través de la difusión en Internet, Cátia de França ha vuelto a actuar en escenarios de todo Brasil.

## Vida personal
Cátia de França es públicamente homosexual. Como ella misma relata, "hasta los 15 años tuve miedo de ir al infierno, pero usaba botas, el pelo corto y pantalones vaqueros". Era una habitual del asador Bambu, en el centro de João Pessoa, entre cuya clientela se encontraban artistas, periodistas y políticos, pero también público LGBT. Cátia declara que "no llevaba bandera" (en el sentido de no ser activista), pero creía que "la gente no tenía dudas sobre mi sexualidad". Destaca que actualmente "todavía hay prejuicios, pero también hay una mayor concienciación".

## Discografía
Cátia de França ha publicado los siguientes álbumes:
- 20 Palavras ao redor do Sol (1979)
- Estilhaços (1980)
- Feliz demais (1985)
- Avatar (1998)
- Cátia de França canta Pedro Osmar (2005)[10]
- No Bagaço da Cana / Um Brasil Adormecido (2012)
- Hóspede da Natureza (2016)
- No Rastro de Catarina (2024)[11]